# Anaganaga O Dheerudu
Anaganaga O Dheerudu (inglés: Once Upon a Warrior) es una película de aventuras de fantasía en idioma telugu indio de 2011 dirigida por el debutante Prakash Kovelamudi en su primera película convencional. Coproducida por Disney World Cinema y Arka Media Works con el veterano director K. Raghavendra Rao con un presupuesto de 270 millones de rupias, está protagonizada por Siddharth, Shruti Haasan y Baby Harshitha como protagonistas con Lakshmi Manchu como antagonista. Esta película marca los debuts en telugu de Haasan y Manchu. Cuenta con una partitura musical de Salim – Sulaiman, una banda sonora de conjunto de Salim-Sulaiman, MM Keeravani, Koti y Mickey J Meyer, mientras que la cinematografía y la edición están a cargo de Soundar Rajan y Sravan Katikaneni, respectivamente. Anaganaga O Dheerudu se centra en el viaje de Moksha, una niña de nueve años con poderes curativos especiales, y Yodha, su feroz guerrera guardaespaldas, mientras viajan a un pueblo lejano para salvar a sus hijos, bajo la constante amenaza de la malvada bruja Irendri.

## Sinopsis
El reino de terror de la malvada reina bruja Irendri (Lakshmi Manchu) se extiende por la tierra en forma de lágrima Sangarashtra. Los fuertes se ven obligados a unirse a su ejército, los débiles son sacrificados a su demonio serpiente. Moksha (Baby Harshitha), una joven criada en un monasterio que no ha sido tocada por la tiranía, ha recibido poderes curativos. Irendri sabe que la sangre de la niña le otorgará la inmortalidad y envía a su ejército a buscarla. El protector jurado de Moksha es Yodha (Siddharth), un espadachín ciego que sueña con su amor perdido, la hermosa gitana Priya (Shruti Haasan). ¿Podrán encontrar una manera de conquistar a Irendri y sus fuerzas oscuras?

## Reparto
- Siddharth como Yodha
- Shruti Haasan como Priya
- Lakshmi Manchu como Irendri
- Subbaraya Sharma como Lama
- Baby Harshitha como Moksha
- Ravi Babu como Sudigundam
- Brahmanandam como Jaffa
- Ali como Jilebi
- Vallabhaneni Ramji como Druki
- Tanikella Bharani como Kakshira
- Hari Teja como Chitra

## Producción
La preproducción de Anaganaga O Dheerudu comenzó en junio de 2009 y el elenco se finalizó poco después, con la película creando expectativas ya que marcó el debut de los famosos niños estrella Prakash Rao, Shruti Haasan y Lakshmi Manchu. Además, la película marcó el regreso a un género poco común en el cine indio: la aventura fantástica.
Durante la etapa de producción, Disney acordó coproducir con la bandera de casa de Raghavendra Rao, Bellyful of Dreams Entertainment, marcando la primera producción del sur de la India de Disney.

### Rodaje
El rodaje comenzó en octubre de 2009 y tuvo lugar en toda la India, mientras que las escenas también se rodaron en Turquía.

## Estreno
Anaganaga O Dheerudu se estrenó internacionalmente el 14 de enero de 2011 durante el festival Sankranti.
Las versiones dobladas se crearon en tamil y malayalam, pero su lanzamiento se suspendió indefinidamente debido al fallo inesperado de la versión en telugu. La película está clasificada como PG-13 en Norteamérica por "violencia e imágenes aterradoras", lo que la convierte en la sexta de diez películas de la marca Disney en recibir la calificación.

### Medios domésticos
La película fue lanzada por Buena Vista Home Entertainment en DVD y descarga digital el 26 de julio de 2011.